# Saint-Mars-la-Réorthe
Saint-Mars-la-Réorthe település Franciaországban, Vendée megyében. Lakosainak száma 1033 fő (2022. január 1.). Saint-Mars-la-Réorthe Les Epesses, Les Herbiers, Saint-Paul-en-Pareds és Sèvremont községekkel határos.

## Népesség
A település népessége az elmúlt években az alábbi módon változott:
| Lakosok száma | 935  | 958  | 977  | 978  | 988  | 999  | 1009 | 1023 | 1033 |
|               | 2013 | 2015 | 2016 | 2017 | 2018 | 2019 | 2020 | 2021 | 2022 |